# Municipio de Totatiche
El municipio de Totatiche es un municipio del estado de Jalisco, México. Se encuentra ubicado en la Región Norte de dicho estado. Según el Censo de Población y Vivienda de 2020, el municipio tenía 4180 habitantes. Su extensión territorial es de 542,98 km². La población se dedica principalmente a los sectores primario y terciario.

## Toponimia
Totatiche se deriva del vocablo "Totatzintzin", que significa: "lugar de nuestros padres reverenciados", o "lugar de nuestros amados padres".

## Historia

### Prehispánica y conquista española

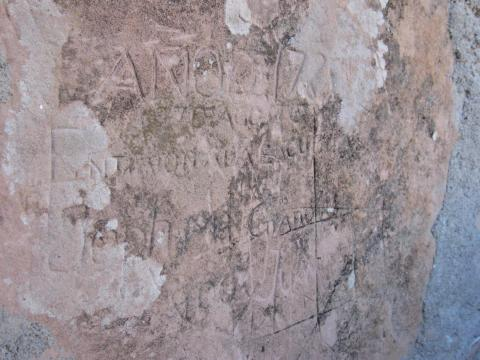
Piedra de primera escuela en el rancho Charco Hondo en Totatiche con fecha de 1725

La región de Totatiche quedaba poblada por grupos de indígenas tepecanos desde el siglo XI hasta el momento de contacto con los españoles en el siglo XVI. En 1530 el capitán Pedro Almíndez Chirino del ejército de Nuño Beltrán de Guzmán conquistó la región. Se cree que a la llegada de los españoles existían el territorio de este municipio cinco comunidades indígenas: Huejotitán, Acatepulco, Totatiche, Temastián y Azqueltán. Hubo otras pequeñas congregaciones indígenas que desaparecieron a la llegada de los españoles, las cuales fueron Totolco y Cuixco.
La mención más antigua del pueblo en la historia escrita queda en documentos que relatan la fundación del pueblo en 1595 por el capitán mestizo Miguel Caldera. En el primer siglo de la era colonial existían varios otros asentamientos tepehuanes en la región tal como Huejotitán y Acazpulco. El pueblo de Totatiche junto con Temastián fueron reducciones que se hicieron a partir de 1589 con indios tepehuanes y es posible que a estos asentamientos hayan llegado algunas de las familias tlaxcaltecas de las que llegaron a colonizar Colotlán en 1592.
El municipio perteneció al reino de la Nueva Galicia, y se ubicaba en las fronteras de San Luis de Colotlán, hasta principios del siglo XIX.

### Evangelización y Periodo Colonial
Su fundación cristiana es obra de Fray Juan Gómez fue junto con la fundación del pueblo en 1595, dándole el nombre de "Doctrina de Santiago Apóstol de Totatiche". En la evangelización trabajó Fray Luis de Villalobos quien fue martirizado por los indios y el ya mencionado Fray Juan Gómez.
En las primeras incursiones que hicieron en esta región los españoles procedentes de la frontera de San Luis de Colotlán, dejaron en "Mastiane" a un padre doctrinario quien los naturales llamaban Temastián que significa Maestro, originando que después se le quedara este nombre a dicho lugar.
En Totatiche, la primera capilla o Ermita de adobe, con techo de zacate, hecha por los franciscanos, quienes colocaron en ella una imagen de La Purísima, que hoy existe con el nombre de nuestra Señora de Totatiche imagen del siglo XVI que aún se conserva en dicha capilla conocida como Capilla de Ntra. Sra. de Guadalupe y un Santo Cristo Patzcuarenze del mismo siglo venerado en el Templo Parroquial.
A mediados del siglo XVII se construyó por los españoles avecinados en los alrededores del pueblo, una Iglesia de 44 metros de largo por 11 metros de ancho. El techo de madera, estaba sostenido por ocho arcos de cantera y mampostería, excepto en el altar que tenía bóveda y se consagró a Nuestra Señora del Rosario como patrona gracias a la Misión llevada a cabo por Fray Antonio Margil de Jesús en 1711, quien trajo consigo una imagen de ella y fomentó su devoción en los habitantes del pueblo desde la época colonial. En el año de 1755 fue erigida Parroquia.
Este templo, se averió mucho por los temblores ocasionados por el volcán Ceboruco, de Tepic, muy cercano a estos lugares. Al grado de que en el año de 1855, el párroco Luis Fernández pidió permiso para reconstruirlo, por el peligro que representaba para sus feligreses. Fue consagrado el 27 de septiembre de 1901 siendo párroco el Sr. Cura Regino Ramos Pedroza haciendo la solemne bendición.
Durante el periodo colonial, el municipio perteneció a la Nueva Galicia.

### Independencia
Durante la Independencia de México en 1811, en la población hubo enfrentamientos entre algunos insurgentes y españoles, fusilamientos en algunas calles y en la plaza principal. Algunos de los totatichenses insurgentes que destacaron fueron Esteban de la O Cortes, Cirilo Ávila de Romero, Juan Vallejo Chávez, entre otros.

### SigloXX
A principios de 1900 comenzó a vivir un gran auge económico por ser la cabecera municipal y religiosa de Temastian y Villa Guerrero (Jalisco).
En el año de 1926 el pueblo se levantó en armas dirigido por Herminio Sánchez contra el gobierno debido a la prohibición del culto católico, lo que ocasionó las pérdidas de vidas de cientos de personas (incluyendo mujeres y niños) en la población, y la migración de muchas familias, esto a consecuencia de la Guerra Cristera.

### Decreto
El decreto del Congreso del 13 de marzo de 1837 lo menciona ya como municipio. Desde 1825 perteneció al 8.º Cantón de Colotlán. El 13 de mayo de 1872 Totatiche es cabecera del 3.º Departamento y en 1878 se le concede el título de villa.

## Descripción geográfica

### Ubicación
Totatiche representa el 0.68 % del estado de Jalisco. Se localiza al noroeste del estado, en las coordenadas 21°48’30” a los 22°06’00” de latitud norte y de los 103°20’00” a los 103°34’00” de longitud oeste, a una altitud de 1751 metros sobre el nivel del mar.
Limita al norte con el municipio de Colotlán y el estado de Zacatecas; al sur, con el municipio de Chimaltitán y el estado de Zacatecas; al este, con el municipio de Colotlán y el estado de Zacatecas; y al oeste con los municipios de Chimaltitán y Villa Guerrero.

### Orografía

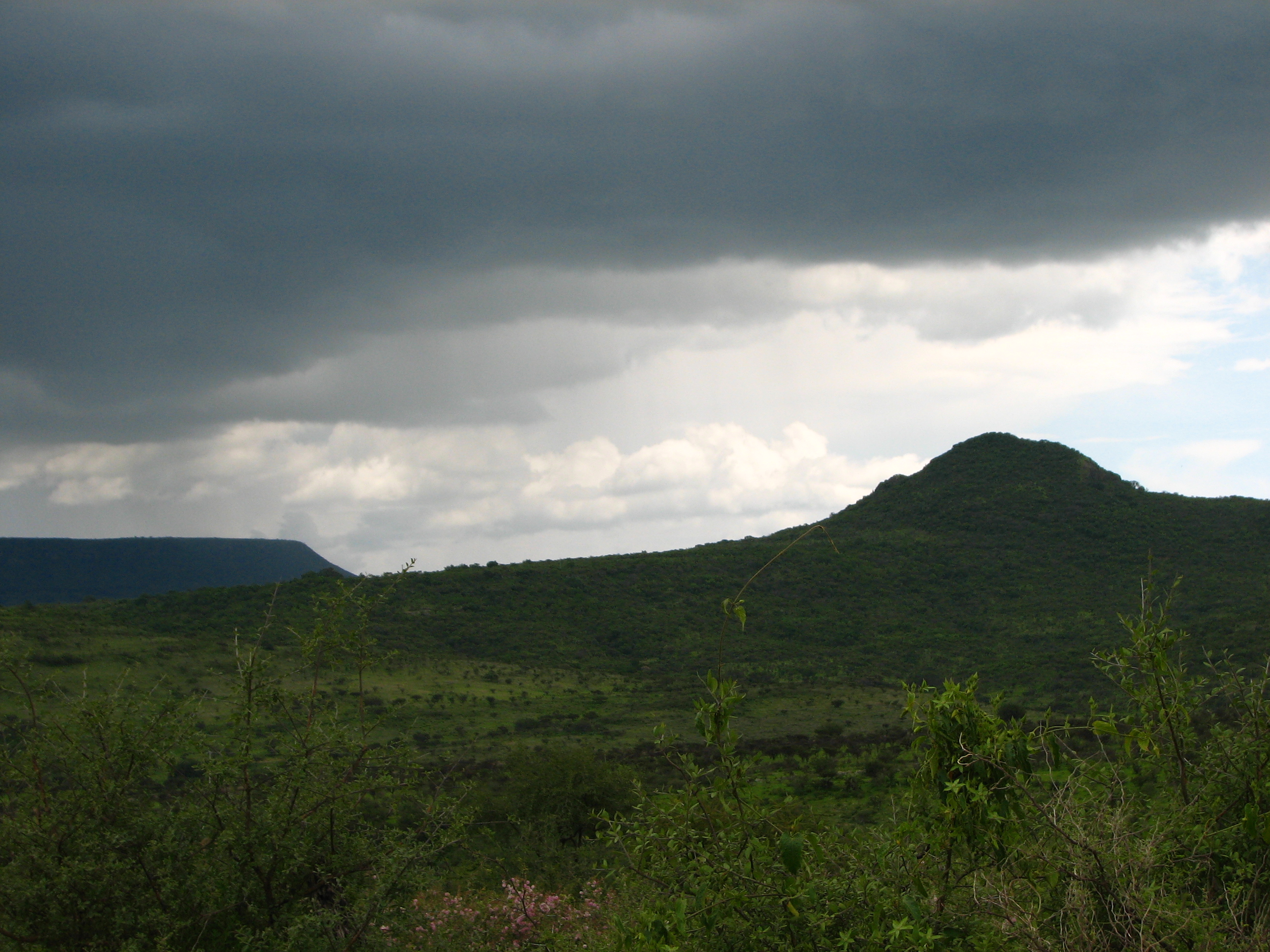
Orografía de Totatiche

La mayor parte de su superficie está conformada por zonas planas (39%) y zonas semiplanas (34%), el resto lo constituyen las zonas accidentadas (27%) con alturas que van de 1,500 a 2,280 metros sobre el nivel del mar. Las principales serranías se encuentran al noroeste del municipio, se localizan las mesas de El Ocote y Esquivel, el Cerro Alto con altura de 1,900 metros; al oriente, el Cerro Carrillo, con 2,300 metros, los cerros Puerto Pedregoso y La Mina: al centro y sur del municipio, están los cerros: Temastián, La Calavera, el Petacal y Mesa de González.

#### Suelos
El territorio está conformado por terrenos pertenecientes al periodo terciario. La composición de los suelos es de tipos predominantes Luvisol, Háplico y Litosol. El municipio tiene una superficie territorial de 17,718 ha, de las cuales 3,495 son utilizadas con fines agrícolas, 3,095 en la actividad pecuaria, 10,516 son de uso forestal, 206 hectáreas son suelo urbano y 442 hectáreas tienen otro uso. En lo que a la propiedad se refiere, una extensión de 6,432 hectáreas es privada y otra de 11,286 es ejidal; no existiendo propiedad comunal.

### Hidrografía

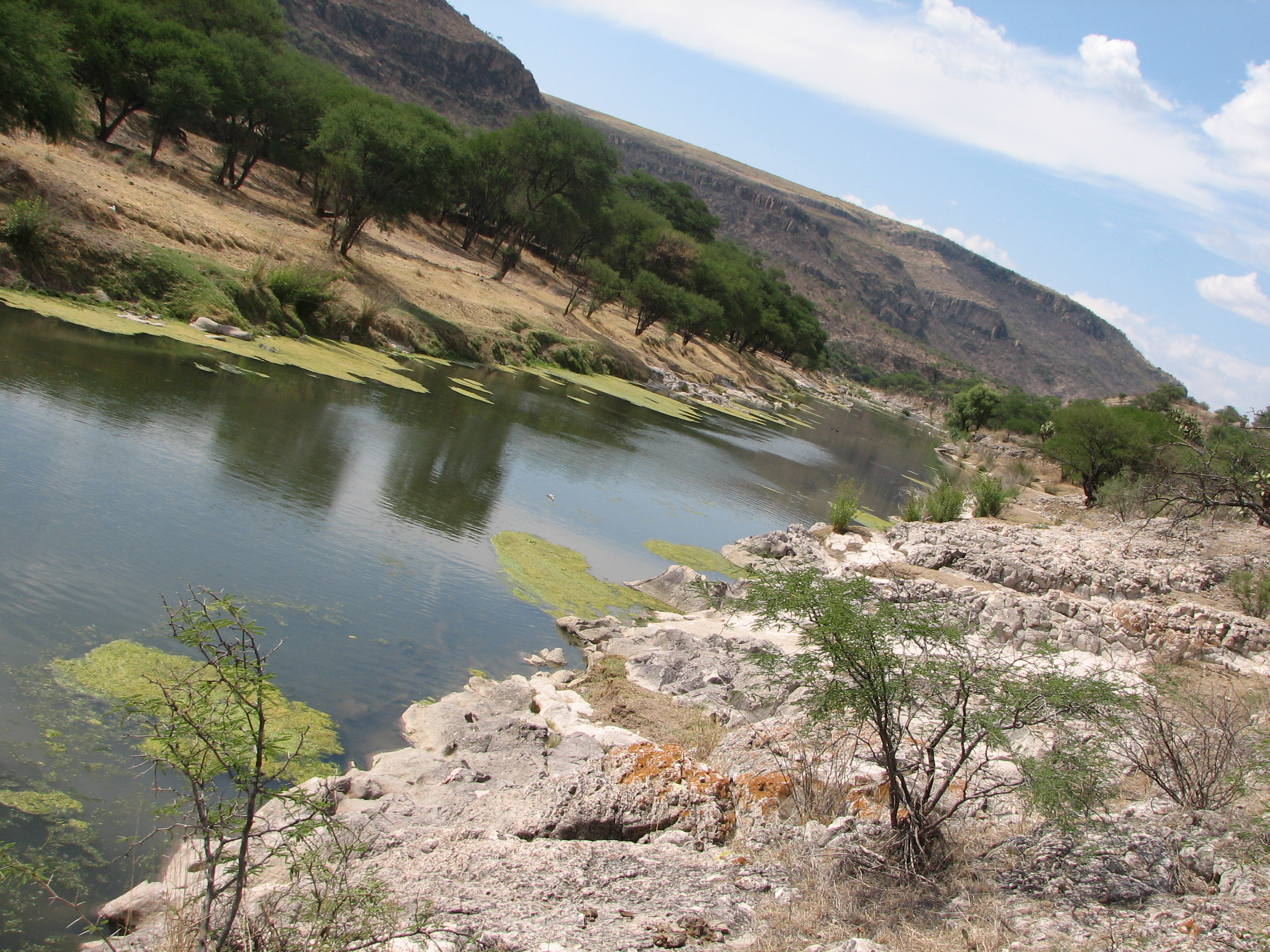
Río Cartagenas

Hidrográficamente el poblado está atravesado de norte a sur por el arroyo de La Cañada. Este hace una "Y" griega en el extremo norte con el arroyo de Santa María. Existe entre el Municipio de Colotlán y Totatiche, un río denominado "Cartagenas". Cuenta con cuatro presas: presa de la Candelaria, Temastián, La Boquilla y Agua Zarca.
El municipio se encuentra dentro de la región hidrológica Lerma-Chapala-Santiago, por lo que sus recursos hidrológicos son proporcionados por los ríos y arroyos que conforman la subcuenca Río Bolaños que señala el límite norte del municipio con el estado de Zacatecas y el río Cartagena. Los arroyos más importantes son: Hondo, El Macho, El Teocaltiche y Temastián que son de caudal permanente. Los demás como el arroyo Calabazas, Balcones, Feliz Verde, Salaña, Charco Hondo, El Puerto, El Loro, Agua Zarca, Las Moras, Las Adjuntas y muchos otros son de temporal.

### Clima
El clima es semiseco, invierno y primavera secos, y semicálido, sin estación primaveral bien definida. La temperatura media anual es de 17.9 °C, con máxima de 25.7 °C y mínima de 10.1 °C. El régimen de lluvias se registra entre los meses de junio y julio, contando con una precipitación media de 764.9 mm. El promedio anual de días con heladas es de 28. Los vientos dominantes son en dirección del sureste.

### Flora y fauna

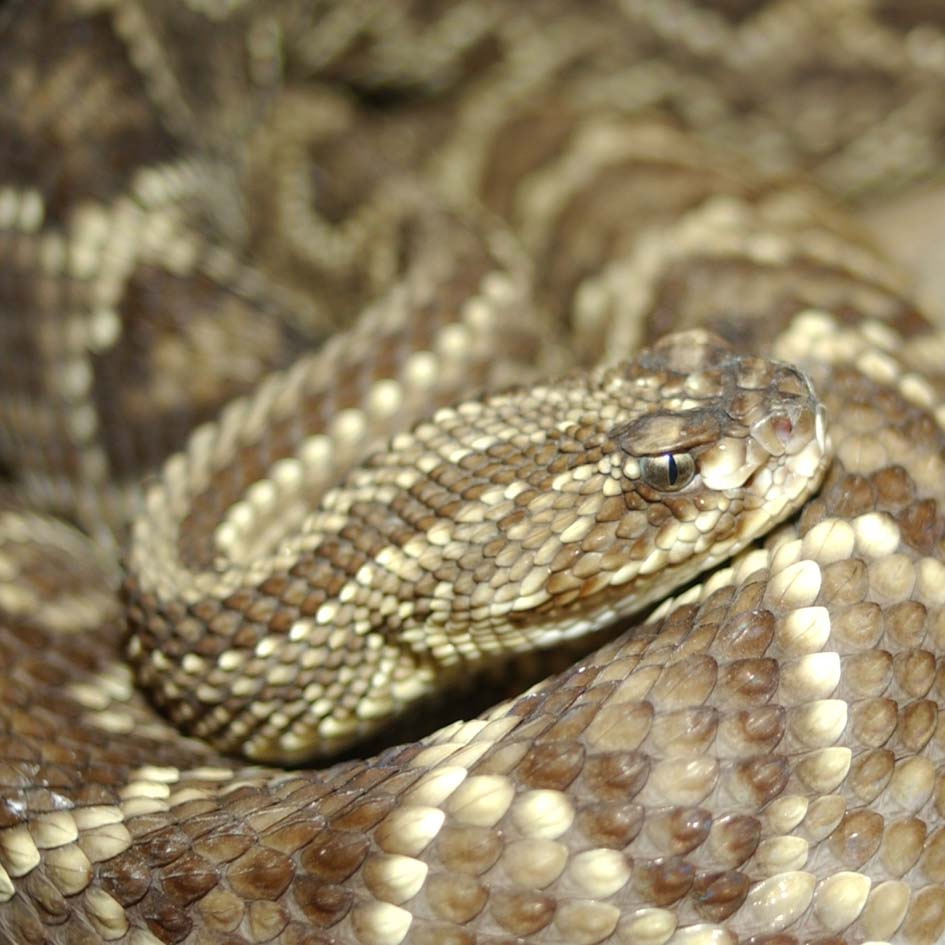
Víbora de cascabel

Las zonas boscosas se localizan al sur y al oeste del municipio. La vegetación es variada, predomina el roble, encino, pino, mezquite y huizache.
La fauna está compuesta de coyotes, venados, armadillos, tlacuaches, conejos, liebres, víboras de cascabel, entre otros.

## Demografía

### Localidades
En el censo de 2020 el municipio de Totatiche contaba con 51 localidades.
| Código INEGI      | Localidad         | Población (2020) |
| ----------------- | ----------------- | ---------------- |
| 141040084         | Temastián         | 1 477            |
| 141040001         | Totatiche         | 1 338            |
| Otras localidades | Otras localidades | 1 365            |
| Total municipal   | Total municipal   | 4 180            |

## Economía
El 37.04% de la población se dedica al sector primario, el 24.25% al sector secundario, el 36.46% al sector terciario, el 0.36% está desempleado y el resto no se específica. El 27.06% se encuentra económicamente activa. Las principales actividades económicas son: agricultura, ganadería, explotación forestal, comercio, servicios, transporte y al turismo religioso.
- Agricultura: se cultiva maíz, avena forrajera, apio, acelgas, cacahuate, cebada, cítricos, forrajes, col, sorgo, frijol, garbanzo, aguacate, brócoli, Calabaza, entre otros.
- Ganadería: se crían bovinos, caprinos, ovinos, porcinos y algunas aves.
- Industria: las principales ramas son la construcción y manufacturera. Por ejemplo; Ollas de barro, tostadas, frituras, dulces de leche, tortillas, chocolates, entre otras cosas.
- Turismo: el turismo religioso es el más importante. El sitio de interés es: El Santuario del Señor de los Rayos, en Temastián. Así como las cascadas El Salto Colorado en Totolco y El Salto de las Tres Coronas.
- Comercio: principalmente se comercia productos de primera necesidad, también se comercia con productos caseros elaborados por la gente del municipio. Existen también comercios mixtos que venden artículos diversos. Por ejemplo; Vacijas de Barro colorado, Artesanía Wichol (Wixaricas), Cantera, y más artículos.
- Servicios: se prestan servicios financieros, profesionales, técnicos, comunales, sociales, personales, turísticos y de mantenimiento.
- Moradas:

En la localidad de totatiche se encuentran unas tales moradas que generalmente por una mínima cantidad de dinero te pueden generar un servicio de compañía de noche.

## Infraestructura
- Educación

El 89,60% de la población (revisión) es alfabeta, de los cuales el 24,44% ha terminado la educación primaria. El municipio cuenta con 6 preescolares, 21 primarias, 3 secundarias, 1 centro de capacitación para el trabajo y 1 bachillerato.
- Salud

La atención a la salud es atendida por la Secretaría de Salud, el Instituto Mexicano del Seguro Social, el Instituto de Seguridad y Servicios Sociales de los Trabajadores del Estado y por médicos particulares. El Sistema para el Desarrollo Integral de la Familia (DIF) se encarga del bienestar social.
- Deporte

Cuenta con centros deportivos, en los que se practica: fútbol, voleibol, frontenis, baloncesto y atletismo. Además cuenta con un lienzo charro.
Además cuenta con centro culturales, plazas, parques, jardines, biblioteca, centro social y centros recreativos.
- Vivienda

Cuenta con 1.304 viviendas, las cuales generalmente son privadas. El 94,60% tiene servicio de electricidad, el 78,07% tiene servicio de drenaje y agua potable. Su construcción es generalmente a cemento, base de teja, ladrillo y/o tabique.
- Servicios

El municipio cuenta con servicios de agua potable, energía eléctrica, alcantarillado, alumbrado público, mercados, rastro, cementerios, vialidad, aseo público, seguridad pública y tránsito, parques, cementerio, jardines, centros recreativos y centros deportivos.
En lo que concierne a servicios básicos, el 79,5% de los habitantes disponen de agua potable, el 68,4% de alcantarillado y el 90% de energía eléctrica.
- Medios y vías de comunicación

Cuenta con correo, telégrafo, fax, señal de radio, teléfono, señal de celular y servicio de radiotelefonía. La transporte interurbano se efectúa a través de la carretera Guadalajara-Zacatecas. Cuenta con una red de carreteras rurales que comunican las localidades. Hay autobuses públicos.

## Demografía
Según el II Conteo de Población y Vivienda, el municipio tiene 4,217 habitantes, de los cuales 2,021 son hombres y 2,196 son mujeres; el 1.37% de la población son indígenas.
| 7,663                      | 6,518 | 5,089 | 4,217 |
| (Fuente: [cita requerida]) |       |       |       |

### Religión
El 99.62% profesa la religión católica;. El 0.38% de los habitantes ostentaron no practicar religión alguna.

## Cultura

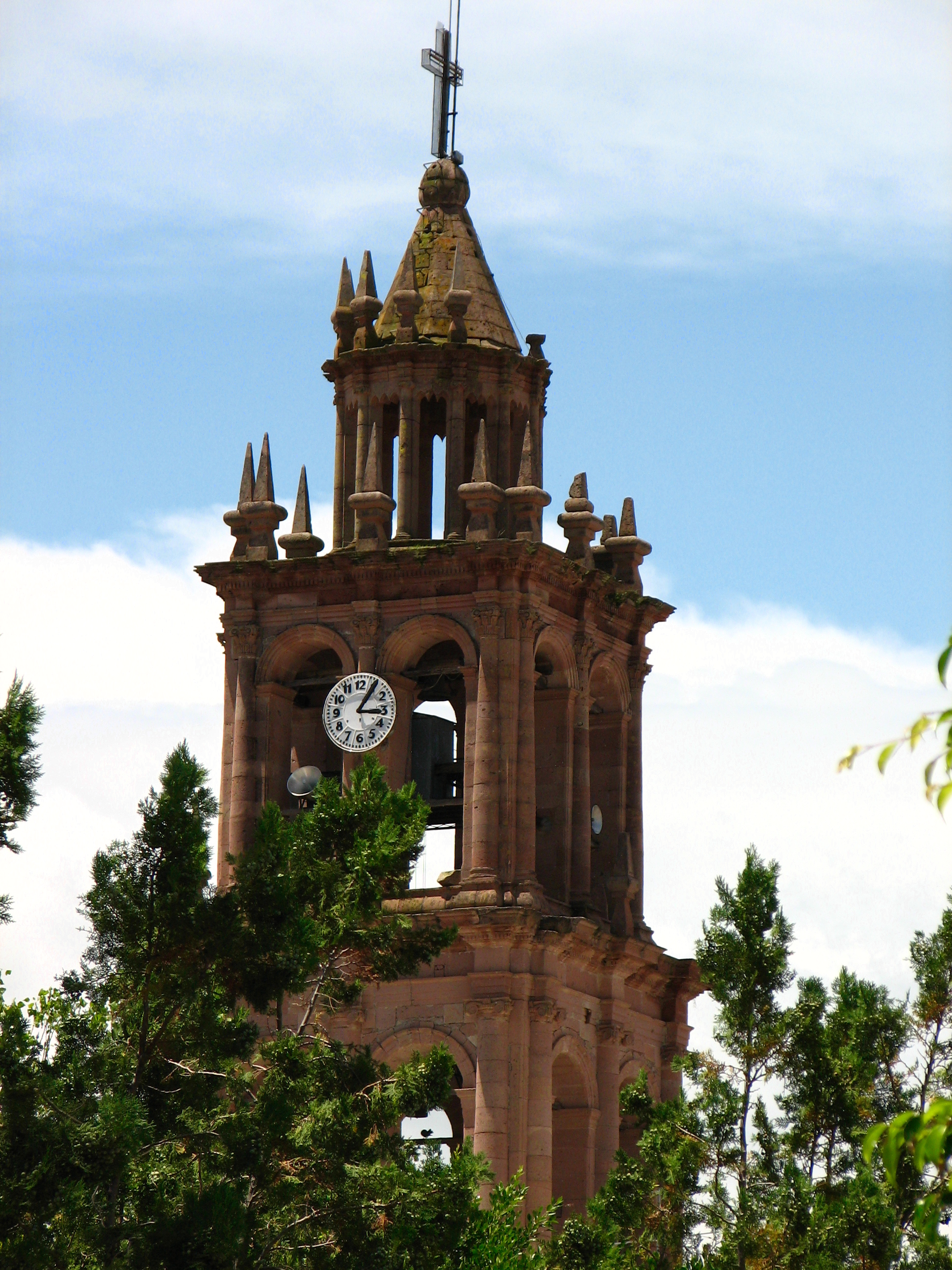
Torre de la iglesia de Totatiche.

En el municipio se celebran las fiestas con música, danza, bailes, juegos pirotécnicos, carreras de caballos, corridas de toros, comida, peleas de gallos y diversos actos culturales.
- Arquitectura: templos y edificios coloniales.
- Artesanías: elaboración de: talabarterías, huaraches, sillas de montar, textiles, artículos de piel y cerámica.
- Gastronomía: carnitas de cerdo, enchiladas, pozole, pepián, chicharrones y birria; derivados de la leche como: queso y requesón, dulces de biznaga y camote. De postres destacan los jamoncillosy las gorditas dulces en hojas de roble. La bebida por tradición es el tequila; destacan también el mezcal, ponche, tejuino, atole, pulque y el típico chocolate en agua o leche.
- Trajes típicos: para la mujer la falda roja con cuadros, llamada Chomite. Para el hombre: pantalón y camisa de manta, pechera de cuero y un sombrero de copa.

### Sitios de interés
| - Santuario del Señor de los Rayos (Temastián). - Salto Colorado. (La Estancia) - Salto de las Coronas. - Hacienda Ciénega. - Parque El Silvestre. - Capilla de Ntra. Sra. de Guadalupe (Siglo XVI-XVIII) - Capilla del Refugio - Bosque de Mina y Carrillo. - Cerros Cuate (Temastián). - Cerro La Calavera. - Cerro Santa Cruz. - Cerro El Copete. - Mesa de la Boquilla. - La Mesa de González. |

### Fiestas
Fiestas religiosas

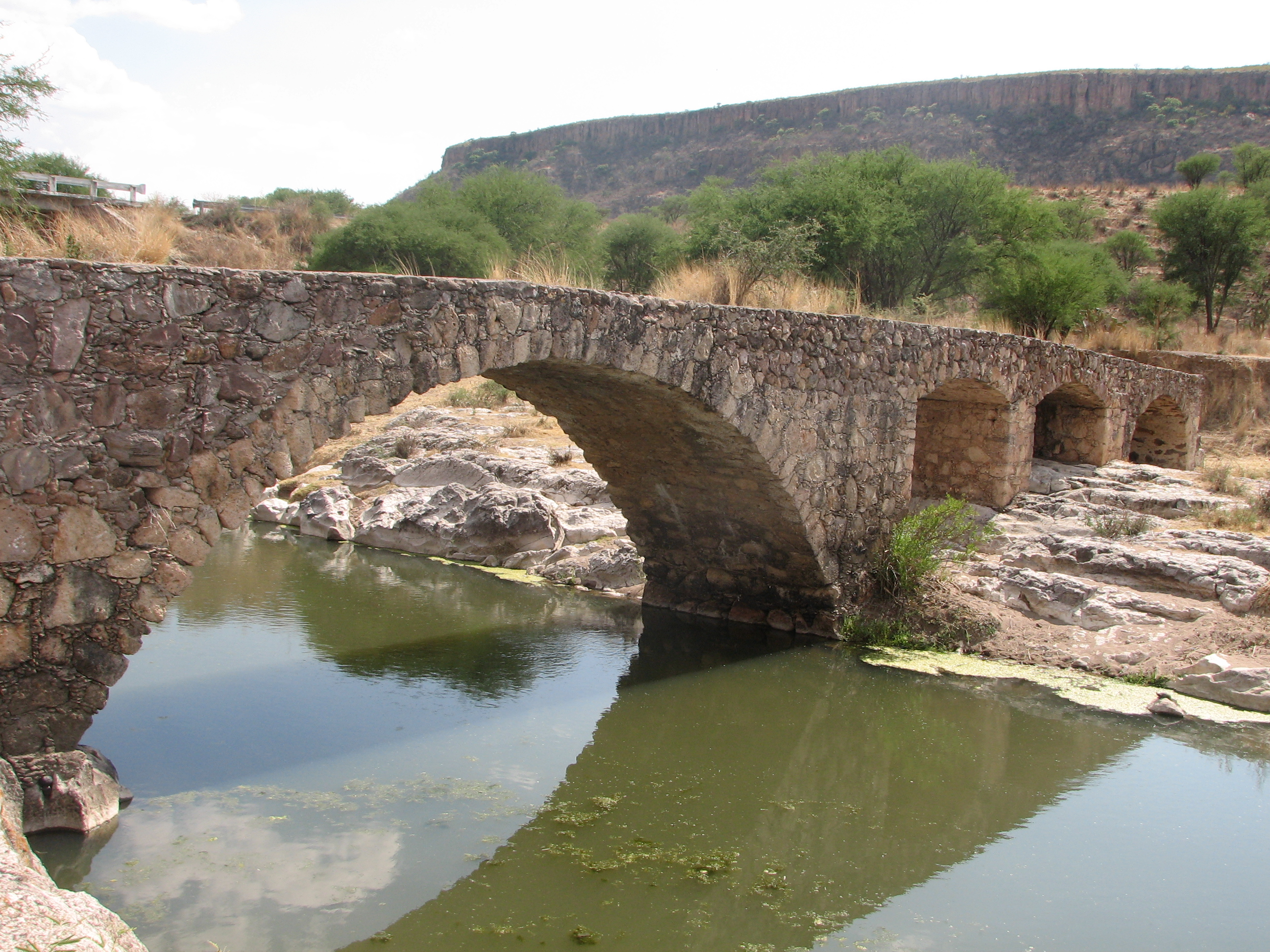
El puente Roto de Cartagena

- Fiesta en honor al Señor de los Rayos en Temastián : del 3 al 12 de enero.
- Fiesta de la Ascensión del Señor en Temastián :  Se celebra 40 días después del domingo de resurrección.
- Fiesta en honor a San Antonio de Padua en Cartagena: del 5 al 13 de junio.[12]
- Fiesta en honor a la Virgen de Guadalupe. 4 de diciembre al 12 de diciembre.
- Fiesta en honor a la Santa Cruz. 25 de abril al 3 de mayo.
- Fiesta en San Rafael (30 de julio) en honor al nacimiento de San Cristóbal Magallanes Jara
- Fiesta en honor a Nuestra Señora del Rosario: del 29 de septiembre al 7 de octubre.
- Fiesta en honor a Santo Santiago Apóstol en Acaspulco (25 de julio)
- Fiesta en honor a Santa Rita de Casia en Santa Rita (22 de mayo)

Fiestas civiles
- Feria Anual Primera semana de octubre
- Fiestas patrias. 16 de septiembre.

## Gobierno
Su forma de gobierno es democrática y depende del gobierno estatal y federal; se realizan elecciones cada 3 años, en donde se elige al presidente municipal y su gabinete. La presidenta municipal es la Lic. Luz Elena Cárdenas Salazar, militante de MC, quien además ya hubiera sido presidenta anteriormente, la cual fue elegida durante las elecciones democráticas celebradas el 6 de junio de 2021.
El municipio cuenta 2 delegaciones y con 67 localidades, las más importantes son: Totatiche (cabecera munucipal), Temastián (delegación), Santa Rita (delegación), Cartagena, San Francisco, Balcones, Charco Hondo, Acatepulco, Acaspulco, El Canjilón, Agua Zarca, Sementera, San Gabriel, La Boquilla, Romita, Totolco, La Ciénega y Santa Cruz.

### Personajes históricos en Totatiche
| Miguel Caldera (1548-1597)                | Fundador de Totatiche                                                  |
| San Cristóbal Magallanes Jara (1869-1927) | Párroco y benefactor                                                   |
| Gertrudis de la O                         | Dueña de la Hacienda San Antonio de la O en Cartagena en el siglo XVII |
| Joseph Cayetano del Campo y Grano         | Fundador de escuela en Charco Hondo en 1725                            |
| José Pilar Quezada Valdés                 | Presbítero y benefactor                                                |
| José Pilar Quezada Valdés (1900-1985)     | Párroco y Obispo                                                       |
| Nivardo Jara del Real                     | Pintor y benefactor                                                    |
| Margarito Ortega                          | Presidente municipal, sacerdote y benefactor                           |
| Julián Hernández Cueva (1898-1974)        | Presbítero                                                             |